# Augustin Taurel
Marie André Augustin Barreau Taurel (Parijs, 16 februari 1828 – Brussel, 28 oktober 1879) was een Nederlands schilder en tekenaar.

## Leven en werk
Augustin Taurel werd geboren in Parijs als een zoon van de schilder André Benoist Barreau Taurel en Henriette Ursule Claire Thévenin. Het gezin vestigde zich in zijn geboortejaar in Amsterdam, waar vader Benoit directeur werd van de graveerschool van de Koninklijke Academie. Augustin schilderde en tekende landschappen en figuurstukken. Hij nam deel aan diverse tentoonstellingen van Levende Meesters. Ook zijn broers Edouard en André Taurel kozen voor een carrière in de kunst.
Taurel trouwde in 1865 met schilderes Hélène Hamburger, dochter van Conraad Hamburger en Ellen Fairbairn. Hij verhuisde daarna met zijn vrouw en schoonvader naar Brussel. Hij overleed er in 1879, op 51-jarige leeftijd.